# Love Moves
Albums de Kim Wilde
Close
(1988) Love Is
(1992)
Singles
1. It's Here
Sortie : 26 mars 1990
2. Time
Sortie : 4 juin 1990
3. Can't Get Enough (Of Your Love)
Sortie : 2 juillet 1990
4. World in Perfect Harmony
Sortie : 5 novembre 1990
5. I can't say goodbye
Sortie : 3 décembre 1990

Love Moves est le septième album studio de la chanteuse Kim Wilde, paru en 1990.

## Contexte
L'album contient dix titres écrites par la chanteuse, dont six avec son frère Ricky, dont il est le producteur, et quatre avec Tony Swain. La promotion démarre au printemps avec le single It's Here, titre avec des guitares espagnoles. Tentant de capitaliser sur le succès de Close, Love Moves ne parvient qu'à atteindre le top 10 dans les pays scandinaves.

## Liste des chansons
1. It's here
2. Love (send him back to me)
3. Storm in our hearts
4. World in perfect harmony
5. Someday
6. Time
7. Who's to blame
8. Can't get enough (of your love)
9. In Hollywood
10. I can't say goodbye

## Classements
| Classements (1990)                    | Meilleure position |
| ------------------------------------- | ------------------ |
| Norvège (VG-lista)                    | 10                 |
| Suède (Sverigetopplistan)             | 10                 |
| Royaume-Uni (Official Charts Company) | 37                 |
| France (SNEP)                         | 19                 |
| Suisse (Schweizer Hitparade)          | 12                 |
| Allemagne (Media Control AG)          | 24                 |
| Pays-Bas (Mega Album Top 100)         | 39                 |